# Бютукаев, Аслан Авгазарович
Асла́н Авгаза́рович Бютука́ев (22 октября 1974, с. Ачхой-Мартан, Чечено-Ингушская АССР, РСФСР, СССР — 20 января 2021, с. Катыр-Юрт, Чечня, Россия) — чеченский террорист-исламист, полевой командир северо-кавказских боевиков, известный также под прозвищем «Абу-Бакр» и псевдонимом «амир Хамзат».
Командир батальона шахидов «Риядус-Салихин». Командующий Западным направлением Вилаята Нохчийчоь Имарата Кавказ. Заместитель Доку Умарова. После гибели Умарова стал амиром Вилаята Нохчийчоь (Имарат Кавказ), затем через несколько лет присягнул лидеру ИГ, после убийства Рустама Асельдерова стал амиром Вилаята Кавказ (отделение ИГ на Северном Кавказе).

## Биография
До 2010 года не был широко известен. Но летом того года произошёл разлад между Доку Умаровым и рядом полевых командиров Имарата Кавказ — Тарханом Газиевым, Муханнадом, Асламбеком Вадаловым, Хусейном Гакаевым, что привело фактически к роспуску Имарата. Благодаря же Бютукаеву и его людям руководство Имаратом осталось в руках Умарова, и в знак благодарности Бютукаев получил руководство Юго-Западным сектором и батальоном террористов-смертников «Риядус-Салихин». Именно тогда, с осени 2010 года амир Хамзат стал заметной фигурой в террористическом подполье. В то же время в 2010 году его имя указывалось в числе вышедших из-под байата Докке Умарову.
В январе 2011 года Аслан Бютукаев на базе подготовки террористов-смертников под ингушским селом Али-Юрт подготовил для совершения теракта в аэропорту Домодедово 20-летнего Магомеда Евлоева. Молодого человека, пришедшего в лес за полгода до теракта, Бютукаев приютил на своей базе, подготовил идеологически и фармацевтически, посадив на сильнодействующие психотропные препараты. За 10 дней до взрыва в Домодедово (14 января 2011 года) Доку Умаров, Бютукаев и Магомед Евлоев на базе смертников снялись в видеообращении перед выполнением «задания в России».
В рамках расследования уголовного дела и задержаний сообщников Бютукаева задержанные боевики, в частности, допрошенный бандитский главарь из Ачхой-Мартановского района Хасу Баталов, задержанный в феврале 2011 года на Киевском вокзале столицы, подтвердили, что именно Бютукаев подготовил смертника Магомеда Евлоева для совершения подрыва в Домодедово.
Силовики заявили, что Бютукаев со своей группой прячется в Сунженском лесу на границе Чечни и Ингушетии в долинах рек Асса и Фортанга. Ведётся преследование группы, но Бютукаеву пока удаётся уйти.
28 марта 2011 года появилось сообщение, что Аслан Бютукаев убит при авиаударе ВВС РФ по базе боевиков, расположенной в 15 км к юго-западу от села Верхний Алкун в Ингушетии вместе с заместителем Умарова Супьяном Абдуллаевым. Однако впоследствии эта информация была опровергнута.
В июле 2011 года указом Доку Умарова назначен наибом (заместителем) «амира» Вилаята Нохчийчоь (Ичкерия) (которым по совместительству являлся сам Умаров) по западному направлению (другим наибом, возглавившим восточное направление, стал Хусейн Гакаев). Участвовал в похоронах Умарова 7 сентября 2013 года.
После смерти Умарова стал его преемником в качестве амира Вилайята Нохчийчоь, присягнув в апреле 2014 года новому амиру Имарата Кавказ Алиасхабу Кебекову.
Организовал нападение боевиков на Грозный в декабре 2014 года.
В июне 2015 года Бютукаев присягнул лидеру ИГ Абу Бакру аль-Багдади от имени всех боевиков Имарата Кавказ в Чечне.
По сообщениям 2016 года, мог находиться на территории Турции. 13 июля того же года был включён в санкционные списки США, а 8 августа — Евросоюза.
После убийства Рустама Асельдерова стал новым лидером отделения Исламского государства на Северном Кавказе.
20 января 2021 года Аслан Бютукаев был уничтожен вместе со своей группой из пяти боевиков в результате спецоперации (силами Полка полиции А. А. Кадырова) на окраине села Катар-Юрт, в ходе которой также получили ранения 4 сотрудника правоохранительных органов.